# Max Lichtegg
Max Lichtegg, eigentlich Munio Lichtmann (geboren 17. Januar 1910 in Buczacz, Galizien, Österreich-Ungarn; gestorben 22. September 1992 in Zürich) war ein polnisch-schweizerischer Operetten- und Opernsänger im Stimmfach Tenor.   

## Leben
Max Lichtegg verlor früh seine Eltern und wuchs bei einem Onkel in Wien auf, wo er die Schule besuchte und bereits als Knabensopran Auftritte hatte. Er studierte Geschichte an der Universität Wien und Gesang am Neuen Konservatorium in Wien und in Bern. Seine Bühnenlaufbahn begann er 1936 am Stadttheater Bern. Lichtegg galt beim Publikum alsbald als Operettenstar, so dass er seine Opernrollen bei den Regisseuren eher erkämpfen musste. Ab 1940 war er Ensemblemitglied des  Stadttheaters Zürich. Lichtegg gastierte an der Wiener Staatsoper und 1948 an der Oper von San Francisco. Er sang an den Staatsopern von München und Stuttgart, am Théâtre des Champs-Élysées Paris, am Grand Théâtre de Genève, in Los Angeles, Straßburg und Wiesbaden sowie an der Oper von Monte Carlo.
Zu seinem Bühnenrepertoire gehörten der Belmonte in der Entführung aus dem Serail, der Don Ottavio im Don Giovanni, der Tamino in der Zauberflöte, der Almaviva in Rossinis Barbier von Sevilla, der Titelheld in Fra Diavolo, der Lyonel in Flotows Martha, der Ernesto im Don Pasquale, der Hoffmann in Hoffmanns Erzählungen, der Lenski in Eugen Onegin, der Herzog in Rigoletto, der Alfredo in La traviata, der Hans in der Verkauften Braut, der Rodolfo in La Bohème, der Max in Der Freischütz, der Lohengrin und der Narraboth in Salome.  
Am Opernhaus von Zürich sang Lichtegg in den Uraufführungen von Paul Burkhards Casanova in der Schweiz im Jahr 1942 und 1947 in dessen Operette Tic-Tac, 1952 in der Neufassung von Paul Hindemiths Cardillac, 1962 in der Uraufführung von Armin Schiblers Blackwood und Co. 1951 sang er den Tom Rakewell in der deutschen Erstaufführung von Igor Strawinskys The Rake’s Progress. Er trat auch als Konzertsänger und Liedsänger auf. 1987 wurde in Zürich sein 50-jähriges Bühnenjubiläum gefeiert.
Zudem war er auch schauspielerisch sehr begabt und hatte einen umwerfenden Charme.
Lichtegg wurde 1949 in Zürch eingebürgert. Er war zweimal verheiratet, zuerst mit Olga Kaufmann, dann mit Marietta Winterhalder. Sein Grab befindet sich auf dem Friedhof Manegg. Seine Grabstätte wurde aufgehoben.